# U-557
El submarí alemany U -557 va ser un submarí tipus VIIC construït per a la Kriegsmarine de l'Alemanya nazi per al servei durant la Segona Guerra Mundial. Se li va posar la quilla el 6 de gener de 1940, avarat el 22 de desembre de 1940 i posat en servei el 13 de febrer de 1941. L'Oberleutnant zur See Ottokar Arnold Paulssen va estar al comandament al llarg de la seva carrera. Per a les seves tres primeres patrulles de guerra, el seu segon oficial de guàrdia va ser Herbert Werner, qui més tard va escriure les memòries del servei de submarins, Taüts de ferro. Va enfonsar sis vaixells mercants i un vaixell de guerra, un total de 31.729 tones brutes de registre. (TRB) i 5.220 tones en quatre patrulles.
Va ser atacat i enfonsat per error per un vaixell torpediner italià el 16 de desembre de 1941 a l'oest de Creta.

## Disseny
Els submarins alemanys de tipus VIIC van ser precedits pels submarins de tipus VIIB més curts. L'U-557 tenia un desplaçament de 769 tones (757 tones llargues) quan estava a la superfície i de 871 tones (857 tones llargues) mentre estava submergit. Tenia una longitud total de 67,10 m (220 peus 2 polzades), una longitud del casc a pressió de 50,50 m (165 peus 8 polzades), una mànega de 6,20 m (20 peus 4 polzades), una alçada de 9,60 m (31 peus 6 polzades) i un calat de 4,74 m (15 peus 7 polzades). El submarí estava propulsat per dos motors dièsel sobrealimentats de sis cilindres i quatre temps Germaniawerft F46, produint un total de 2.800 a 3.200 cavalls de potència (2.060 a 2.350 kW; 2.760 a 3.160 shp) per al seu ús a la superfície, dos motors elèctrics de doble efecte GG UB 720/8 Brown, Boveri & Cie que produïen un total de 750 cavalls de potència (75500 kW); shp) per utilitzar-lo submergit. Tenia dos eixos i dues hèlixs d'1,23 m (4 peus). El vaixell era capaç d'operar a profunditats de fins a 230 metres (750 peus).
El submarí tenia una velocitat màxima en superfície de 17,7 nusos (32,8 km/h; 20,4 mph) i una velocitat màxima submergida de 7,6 nusos (14,1 km/h; 8,7 mph). Quan estava submergit, el vaixell podia operar durant 80 milles nàutiques (150 km; 92 milles) a 4 nusos (7,4 km/h; 4,6 mph); mentre que a la superfície podia viatjar 8.500 milles nàutiques (15.700 km; 9.800 milles) a 10 nusos (19 km/h; 12 mph).
L'U-557 estava equipat amb cinc tubs de torpedes de 53,3 cm (21 polzades) (quatre muntats a la proa i un a la popa), catorze torpedes, un canó naval SK C/35 de 8,8cm (3,46 polzades), 220 projectils i un canó antiaeri C/30 de 2 cm (0,79 polzades). El vaixell tenia una tripulació de d'entre 44 i 60 oficials i mariners.

## Tripulació
Quan va salpar de Kiel l'estiu de 1941, la tripulació de l'U-557 estava formada per:
- 4 oficials i 3 alfères
- 3 Oberfeldwebeln
- 14 sots-oficials
- 27 maquinistes, mecànics, mariners, mecànics de torpeders, electricistes i radiooperadors.

## Historial de serveis

### Emergència al Bàltic
L'U-557 es va posar en servei el 13 de febrer de 1941 i va ser assignat a la 1a flotilla de submarins, aleshores amb seu a Kiel. Va passar els quatre mesos següents a Königsberg, treballant al Bàltic. Durant aquest període va patir un accident de busseig, durant el qual va morir un tripulant. Werner descriu aquest incident gràficament al seu llibre: Ens diu que una immersió rutinària al Bàltic es va convertir en una emergència quan el vaixell es va enfonsar sense control. Va colpejar el fons de popa primer amb un cop. L'indicador de profunditat marcava 142 m (466 peus); el submarí es trobava en greus dificultats, havent agafat tones d'aigua, de les bateries s'escapava gas clorídric verinós i hi havia perill d'explosió. L'U-557 també havia patit la seva primera mort; un mecànic va patir ferides mortals al cap a la sala de torpedes posterior. Es va formar una cadena humana de mariners, passant galledes d'aigua de mar entre si, en un intent de traslladar part del pes de la popa a la proa. Després de moltes hores de treball, el vaixell va girar de manera que la proa tocava el fons. Però el gran pes de l'aigua (unes 40 tones) va impedir que l'U-557 arribés a la superfície. El vaixell, havent esgotat el seu subministrament d'aire comprimit, es va quedar al fons marí. La tripulació, sota la direcció de l'enginyer en Cap, va moure el vaixell movent-se ràpidament de popa a proa i tornant de nou. El submarí finalment va treballar lliurement. Després de 20 hores, l'U-557 va sortir a la superfície i va navegar cap a Kiel.

### Primera patrulla
L'U-557 va sortir de Kiel el 13 de maig de 1941 per agafar estació a l'Atlàntic. El 24 de maig, el seu capità va rebre l'ordre de donar suport a la sortida del cuirassat Bismarck i unir-se a una línia de patrulla de cinc vaixells a l'oest de la costa francesa per formar una trampa per a les unitats de la Flota Local britànica, que estaven perseguint mentre Bismarck fugia cap a la costa francesa.
Malgrat els seus esforços, la trampa va fallar i el Bismarck va ser atacat i enfonsat el 27 de maig. La Flota Local havia estat capaç de localitzar i destruir Bismarck sense obstacles per part de l'Arma d'U-boat.
El parany es va dissoldre i l'U-557 va rebre l'ordre d'unir-se a la línia de patrulla Oest, a la recerca de combois de l'Atlàntic Nord. No obstant això, l'operació Bismarck havia interromput les operacions dels submarins i només dos vaixells es van enfonsar les dues darreres setmanes de maig; un d'ells va ser Empire Storm, enfonsat per l'U-557 el 29 de maig
L'1 de juny l' U-557 es va reposar amb el vaixell de subministrament Belchen, però més tard aquest mateix dia el Belchen va ser capturat i enfonsat per unitats de la Royal Navy que es dedicaven a caçar el tren de subministrament de l'Operació Exercici Rin.
El 3 de juny l' U-557 es va unir al Grup Oest, però el grup no va tenir èxit; Aquest període posterior a la captura de l'U-110 i la consegüent penetració del codi alemany Enigma va significar que els Aliats podien redirigir els combois amenaçats per zones d'activitat coneguda dels submarins i les pèrdues es van reduir al mínim.
L'U 557 va abandonar la seva patrulla després de sis setmanes relativament infructuoses, arribant a Lorient el 10 de juliol.

### Segona patrulla
L'U-557 va navegar en la seva segona patrulla de guerra el 13 d'agost de 1941, tot i que va tornar dos dies més tard (raó desconeguda), navegant de nou el 20 d'agost per prendre posició al sud d'Islàndia.
El 24 d'agost, l' U-557 va trobar i va informar de l'avistament del comboi OS 4 i va començar a seguir-lo. Quan van arribar els reforços, Paulssen es va permetre atacar; va fer tres aproximacions, enfonsant quatre vaixells en total. Altres set submarins es van unir a l'assalt, però només un altre va tenir èxit. L'U-557 va continuar seguint-lo, però no va tenir més èxit, i el 28 d'agost l'atac va ser cancel·lat. El 28 d'agost l' U-557 es va incorporar a la línia de patrulla de Bosemuller. El 2 de setembre es va reconfigurar en la línia de patrulla Seewolf. Cap dels dos va tenir èxit i el 15 de setembre l' U-557 va rebre l'ordre de tornar, arribant a Lorient el 19 de setembre.

### Tercera patrulla
El 19 de novembre de 1941 l'U-557 va partir de Lorient amb destinació a la Mediterrània. Werner havia estat reassignat i havia abandonat el vaixell en aquest moment.
El 25 i 26 de novembre va penetrar amb èxit a l'estret de Gibraltar, malgrat les patrulles aliades antisubmarines, i el 2 de desembre va enfonsar el vaixell de càrrega Fjord davant del cap d'Estepona (Màlaga). Això va provocar certa controvèrsia, ja que una investigació posterior va demostrar que aquest atac havia vulnerat la neutralitat espanyola, havent-se produït dins de les aigües territorials espanyoles waters.
L'U-557 va arribar a Messina el 7 de desembre de 1941.

### Quarta patrulla
El 9 de desembre l'U-557 va tornar a navegar en la seva quarta i última patrulla, cap a la Mediterrània oriental. En companyia del submarí italià Dagabur, la nit del 14/15 de desembre de 1941 es va trobar amb el creuer lleuger britànic HMS Galatea. Els dos submarins van fer atacs al creuer i aquest es va enfonsar amb la pèrdua de més de la meitat de la seva tripulació. L'U-557 ha estat acreditat amb l'enfonsament.
La notícia d'aquest enfonsament va arribar fins i tot a la sala de seguiment de submarins de Londres.

#### Enfonsament
A les 18:06 del 16 de desembre, l'U-557 va enviar un breu senyal de ràdio indicant que estava a 18 hores del port. A les 18:00 del mateix dia, el torpediner italià Orione va sortir del port cretenc de Suda. El comandant no sabia que un submarí alemany es trobava a la zona de Creta.
Quan el comandant italià va veure un submarí a les 21:44, dirigint-se en direcció nord, va decidir embestir-lo, suposant que era britànic. L'U-557 es va enfonsar immediatament amb tota la tripulació; el torpediner italià danyat va tornar a la base. La posició de l'incident va ser donada pel comandant italià com a 35° 19′ N, 23° 11′ E / 35.31°N,23.19°E.

Una investigació de la Supermarina (l'Alt Comandament Naval italià) va determinar que la col·lisió va ser un accident, tot i que es van reservar judici sobre si l'embassament estava previst, o el resultat d'un error de navegació. També van assenyalar que la notificació alemanya de la presència de l'U-557 a la zona no va arribar a la Supermarina fins a les 22:00, després de l'incident.

## Comandants
L'U-557 només va tenir un comandant:
- Oberleutnant zur See Ottokar Arnold Paulshen – 13 de febrer de 1941 – 16 de desembre de 1941

## Llopades
L'U-557 va participar en tres llopades:
- West (25 de maig - 20 de juny de 1941)
- Bosemüller (28 d'agost - 2 de setembre de 1941)
- Seewolf (2-15 de setembre de 1941)

## Resum de l'historial d'atacs
| Data                   | Nom          | Nationalitat | Tonatge | Destí    |
| ---------------------- | ------------ | ------------ | ------- | -------- |
| 29 de maig de 1941     | Empire Storm | Regne Unit   | 7,290   | Enfonsat |
| 27 d'agost de 1941     | Embassage    | Regne Unit   | 4,954   | Enfonsat |
| 27 d'agost de 1941     | Saugor       | Regne Unit   | 6,303   | Enfonsat |
| 27 d'agost de 1941     | Segundo      | Noruega      | 4,414   | Enfonsat |
| 27 d'agost de 1941     | Tremoda      | Regne Unit   | 4,736   | Enfonsat |
| 2 de desembre de 1941  | Fjord        | Noruega      | 4,032   | Enfonsat |
| 15 de desembre de 1941 | HMS Galatea  | Royal Navy   | 5,220   | Enfonsat |